# Declínio do politeísmo greco-romano
Declínio do politeísmo greco-romano é um termo utilizado para designar o processo de ascensão do cristianismo no contexto do Império Romano e seus estados sucessores em detrimento das antigas religiões. A religião, no mundo greco-romano na época da chamada "reviravolta de Constantino", consistia basicamente de três correntes principais. Em primeiro lugar, as religiões tradicionais da Grécia e Roma, em seguida, o culto imperial típico da era imperial romana e, finalmente, as várias religiões de mistério greco-romanas, como os mistérios eleusinos, o culto de Cibele, o mitraísmo e o culto sincrético a Ísis, originalmente uma deusa do Egito Antigo.
O cristianismo primitivo cresceu gradualmente em Roma e no Império Romano entre os séculos I e IV, quando foi legalizado e, em sua forma nicena, tornou-se a religião estatal do Império Romano através do Édito de Tessalônica de 380. Tradições helenísticas politeístas sobreviveram em alguns bolsões da Grécia até o século IX. A "Academia" neoplatônica foi obrigada a fechar suas portas em 529 por ordem do imperador bizantino Justiniano I, data que alguns autores consideram como o fim da Antiguidade Clássica.

## Antes do Édito de Milão constantiniano
Os romanos tendiam para o sincretismo, enxergando os mesmos deuses com nomes diferentes nas diversas regiões do Império, acomodando outros povos, como os helenos, germânicos e celtas da Europa e diversos grupos semitas do Oriente Médio. Sob a autoridade romana, os vários mitos nacionais que tinham alguma similaridade com os de Roma foram adaptados por analogia à mitologia romana, o que ajudava a consolidar o controle imperial. Consequentemente, os romanos eram geralmente tolerantes e acolhedores em relação a novas divindades e algumas experiências religiosas de outros povos.

### Ascensão da filosofia esotérica

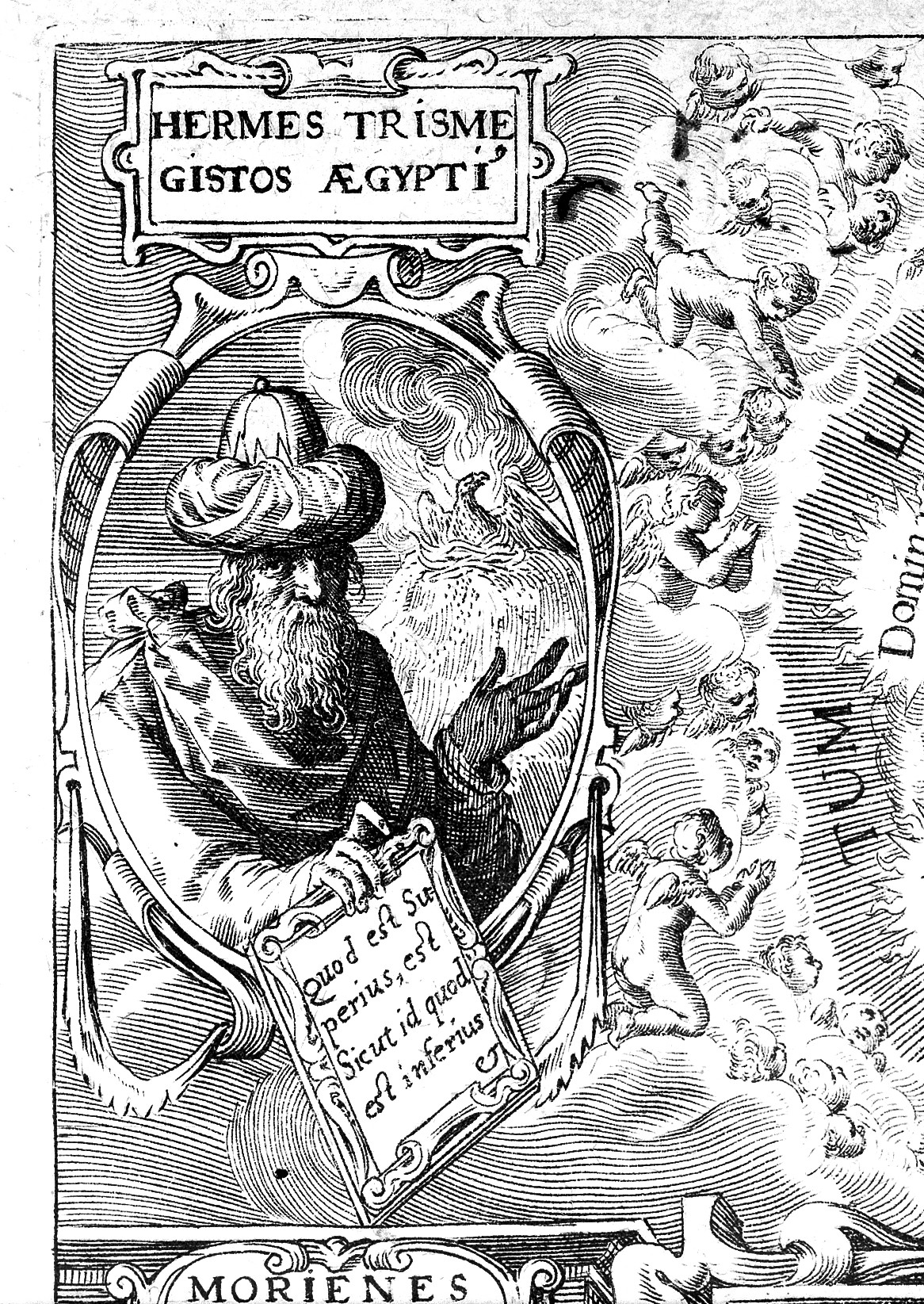
Hermes Trimegisto numa gravura da Wellcome Rare Books Collection (1609)

A perspectiva mais filosófica da religião nas regiões helenizadas do Império Romano levou a um renascimento do pensamento religioso intelectual por volta do início do século II. Escritos pseudepígrafos atribuídos a Hermes Trimegisto — discutindo filosofia esotérica, magia e alquimia — começaram a se espalhar do Egito romano para todo o império. Apesar de difíceis de datar com precisão, estes textos foram provavelmente redigidos entre os séculos I e III. Embora este tipo de hermetismo tenha sido geralmente escrito com o objetivo teológico de melhoramento espiritual, cada um tinha uma origem anônima, eclética e espontânea e o conjunto não era parte de nenhum movimento organizado.
Uma forma mais organizada de panenteísmo henoteísta alatrista emergiu em paralelo ao hermetismo. No século I a.C., o amigo de Cícero, Nigídio Fígulo, tentou reviver as doutrinas pitagóricas, uma empreitada particularmente vitoriosa no caso de Apolônio de Tiana no século I. No espaço de um século, poderes sobrenaturais foram atribuídos a ele e relatos de sua vida tinham muitas similaridades com os da vida de Jesus. Pelo menos um grande ponto de congregação para os seguidores deste neopitagorismo foi construído em Roma, perto da Porta Maggiore, com um design similar ao das futuras igrejas cristãs, mas subterrâneo.
No século II, Numênio de Apameia tentou fundir elementos adicionais do platonismo no neopitagorismo, uma direção que que Plotino continuou, dando origem ao neoplatonismo, uma religião monista teísta. O neoplatonismo começou a ser adotado por proeminentes estudiosos e acadêmicos, como o teólogo cristão Orígenes e o adversário do cristianismo Porfírio. Na época de Galiano, a própria família imperial passou a patrocinar Plotino e encorajou suas atividades filosóficas. Depois dele, a doutrina foi novamente ampliada por Jâmblico, que acreditava que invocações físicas seriam capazes de produzir resultados soteriológicos e, por isso, acrescentou o ritual religioso à filosofia. O imperador Juliano tentou unificar a religião tradicional romana misturando-a com a forma jâmblica de neoplatonismo. Vivendo na mesma época, o pensador cristão Agostinho de Hipona revela fortes influências neoplatônicas em suas obras subsequentes.

### Adoração do Sol oriental

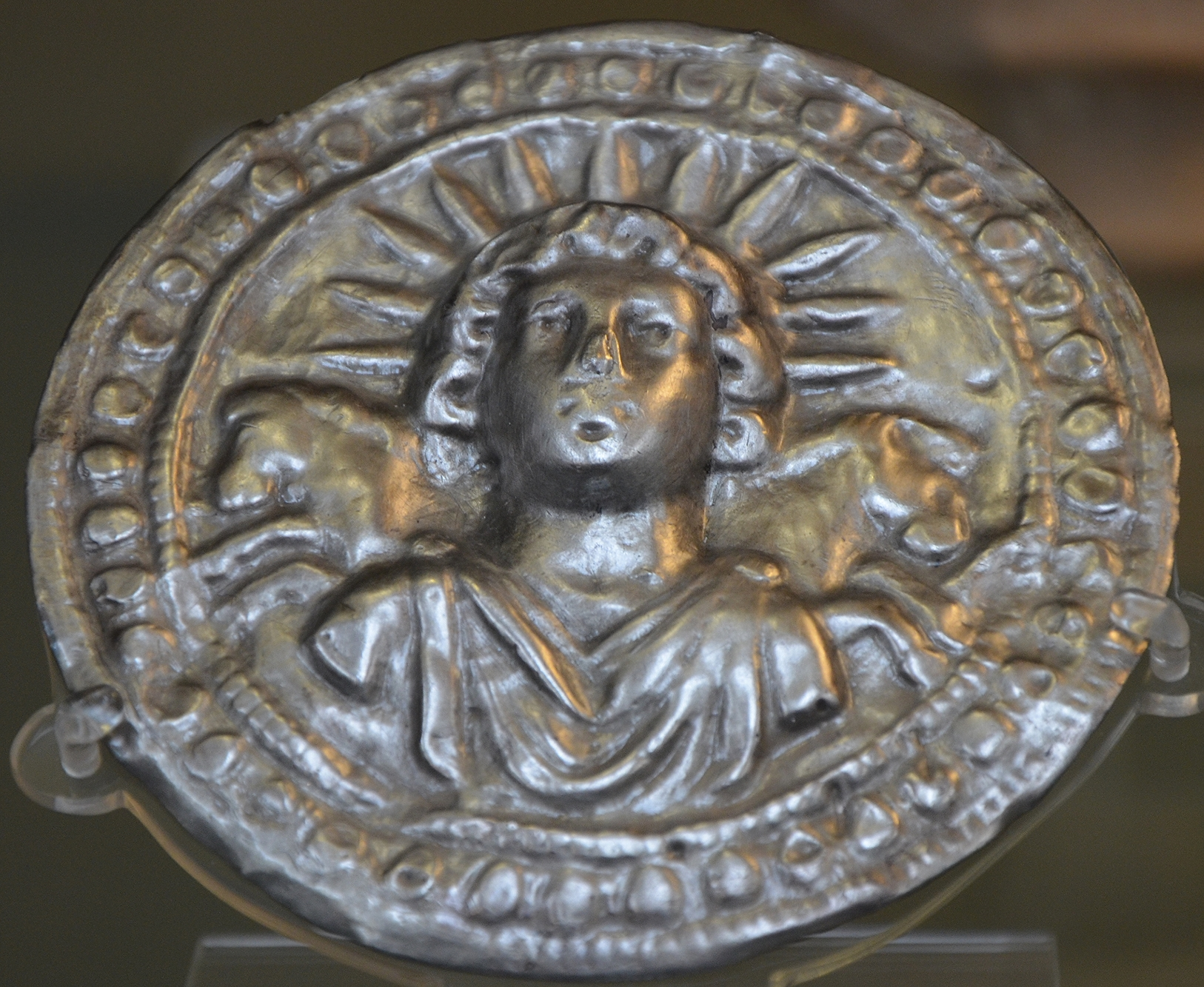
Disco de prata com o Sol Invicto, a principal divindade solar sincrética do período final do Império Romano.
Séc. III. Encontrado em Pessinus, na Ásia Menor, atualmente no Museu Britânico, em Londres.

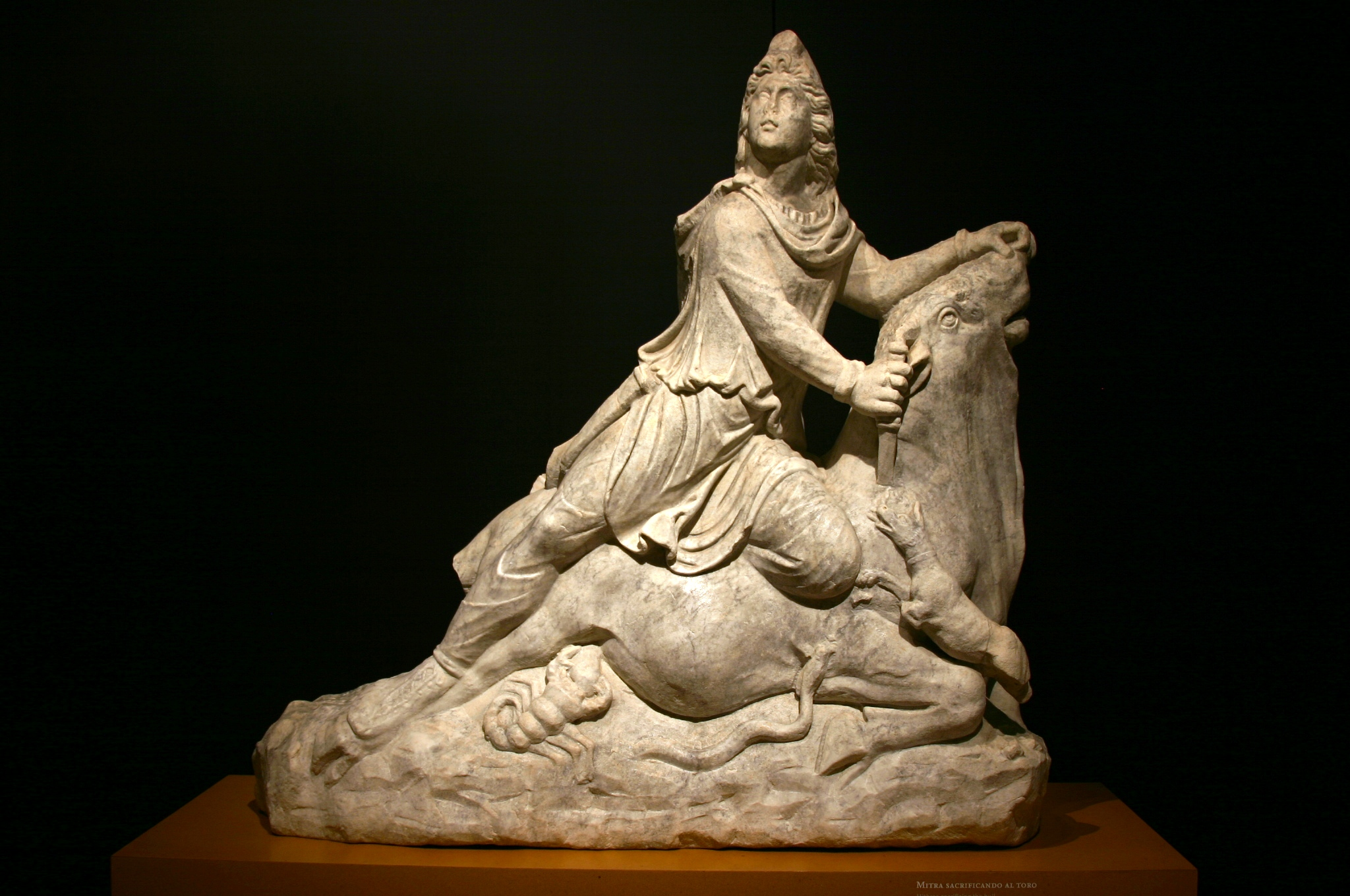
"Mitras sacrificando um touro". O mitraísmo era uma religião de mistério muito popular em Roma, principalmente no exército.
Escultura do século II no Museu Arqueológico e Etnológico de Córdoba, na Espanha

Em algum momento do século I, os membros do exército romano começaram a adotar uma religião de mistério chamada mitraísmo, um culto relacionado a um deus sol que surgiu de obscuras origens estranhas à Roma. A primeira referência ainda existente é de Plutarco, que menciona uma observação, em 67 a.C., de certos piratas do Mediterrâneo praticando-o. As legiões romanas se movimentavam por todo o império, espalhando o mitraísmo por onde passavam. No começo, seus fieis eram principalmente soldados, mas ela também foi adotada depois por libertos, escravos e comerciantes em todos os locais onde permanecia uma legião, especialmente nas fronteiras.
O mitraísmo não exigia exclusividade — era possível e comum segui-lo juntamente com outros cultos simultaneamente. Finalmente, ele tornou-se popular na capital imperial, arrebanhando de forma gradativa membros entre as classes mais aristocráticas até contar em suas fileiras com senadores. De acordo com a "História Augusta", até mesmo o imperador Cômodo teria sido membro. Apesar de, por razões desconhecidas, o mitraísmo excluir completamente as mulheres, já havia um grande contingente de seguidores no século III — há mais de 100 ruínas de mitreus conhecidas, oito somente em Roma (além de mais de 300 monumentos mitraicos) e dezoito em Óstia Antiga, o principal porto marítimo da capital.
A partir de Sétimo Severo, outras formas de adoração ao sol, menos excludentes, também ganharam popularidade por todo o Império Romano.
Heliogábalo fez uso de sua autoridade para instalar Heliogábalo como a principal divindade do panteão romano, fundindo-o com as demais formas romanas do deus sol para formar o Sol Invicto (em latim: Deus Sol Invictus – "Deus Sol Invencível"), acima de Júpiter, e transformando Astarte, Minerva, Urânia ou uma combinação das três em sua esposa. O imperador passou por cima de diversos outros elementos tradicionais da religião romana, casando uma virgem vestal (que deveriam, por força de lei e sob pena de morte, permanecer virgens solteiras durante seu período em serviço) e mudou de lugar algumas das mais sagradas relíquias da religião romana (incluindo o fogo de Vesta, os ancis dos sálios e o Paládio) para um novo templo dedicado exclusivamente a Heliogábalo. Apesar da reprovação de alguns senadores religiosos mais conservadores, os luxuosos festivais anuais públicos realizados em homenagem a Heliogábalo tornaram a divindade muito popular entre as massas, principalmente por que estes festivais incluíam uma abundante distribuição de comida.
Cerca de meio século depois de Heliogábalo, Aureliano assumiu o império. Ele era um reformador e reforçou a posição do deus sol como a principal divindade do panteão, chegando até mesmo a construir um novo templo dedicado a ele em Roma. Acredita-se que ele provavelmente também tenha sido o responsável por criar um festival do "dia do nascimento do Sol Invencível" ("dies natalis Solis Invicti"), que era celebrado em 25 de dezembro, o dia no qual o sol inicia sua aparente ascensão novamente — quatro dias depois de ter alcançado o seu ponto mais baixo, embora as primeiras referências sobreviventes ao festival estejam apenas na "Cronografia de 354". Ele seguia o princípio de "um deus, um império" e sua intenção era prover a todos os povos sob seu domínio, civis ou soldados, ocidentais ou orientais, um único deus que pudessem acreditar sem trair seus próprios deuses. Lactâncio argumentou que Aureliano teria proibido todos os demais deuses se tivesse tido mais tempo, pois ele conseguiu permanecer no cargo por meros cinco anos.

### Judaísmo e cristianismo
A tolerância imperial se estendia apenas às religiões que não resistiam à autoridade romana e respeitavam seus deuses. As que eram hostis ao estado ou que reivindicassem exclusividade das crenças e práticas religiosas não estavam entre elas e alguns cultos orientais foram perseguidos. Os judeus conseguiram alguns privilégios especiais por sua predominância no setor econômico, pelo baixo número de seguidores e sua dispersão, mas esta tolerância estava precariamente equilibrada sob fino verniz de submissão e ela finalmente transformou-se em perseguição quando a disposição à colaboração entre os judeus começou a diminuir. Seitas intolerantes também perseguiam-se umas às outras, como era o caso do primeiros cristãos, denunciados pelos judeus tradicionais como provocadores perigosos segundo algumas interpretações do Concílio de Jâmnia e do "Birkat haMinim". Resultaram diversos massacres de comunidades cristãs e de grupos nacionalistas judaicos.
A comunidade cristã primitiva era percebida, por vezes, como sendo uma influência intrinsecamente desestabilizadora e uma ameaça à Pax Romana, uma religio illicita. Os pagãos, que atribuíam as desgraças de Roma e seu império à ascensão do cristianismo e só enxergavam uma restauração através do retorno às antigas crenças, se viram desafiados pela igreja cristã, que se separara da religião romana e não estava disposta a diluir o que acreditava ser a religião do "Verdadeiro Deus Único".
Os mesmos deuses que os romanos acreditavam ter protegido e abençoado sua cidade e seu império pelos muitos séculos nos quais foram adorados estavam agora sendo demonizados pelos primeiros cristãos.

## Tolerância e Constantino

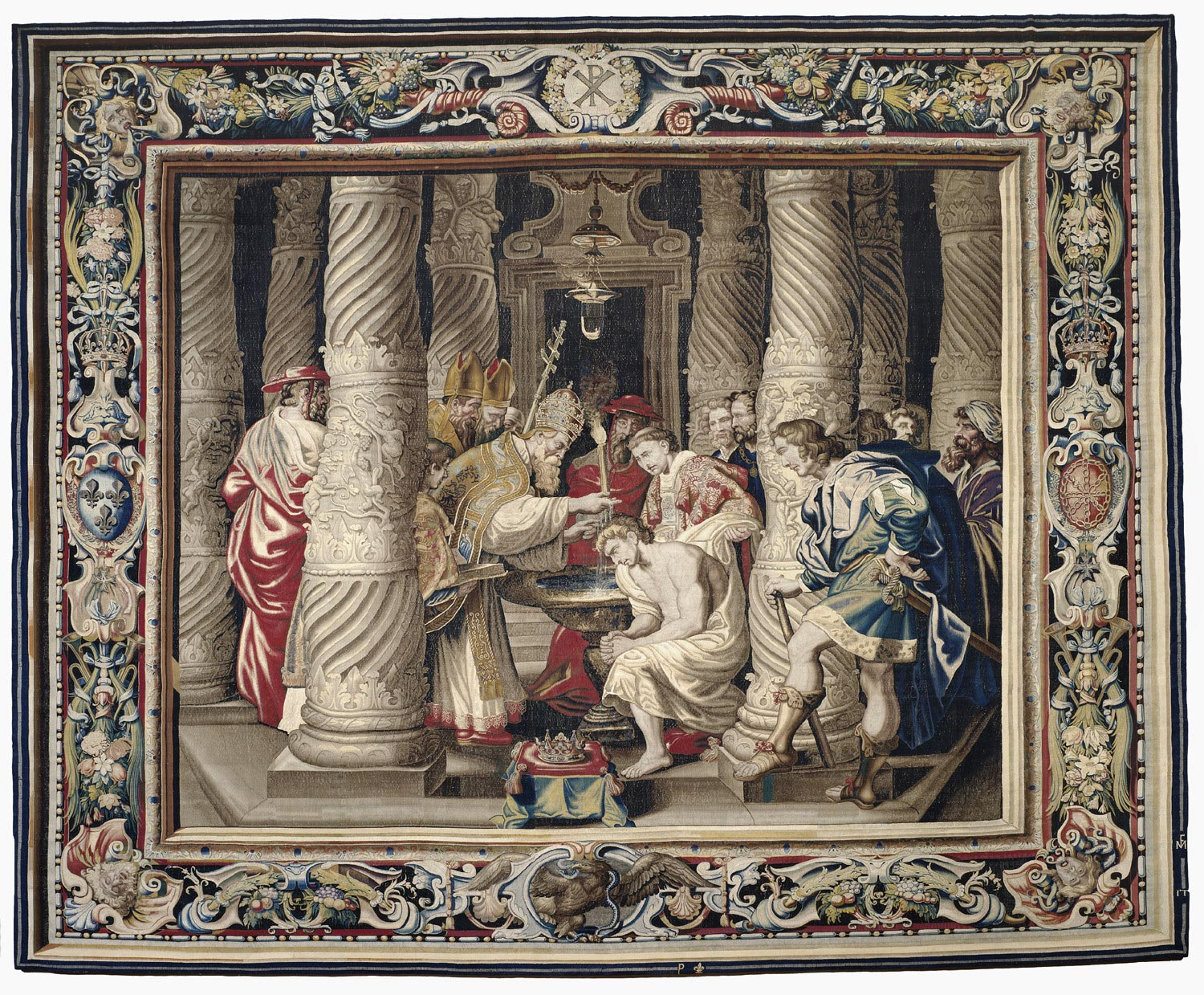
O mítico "Batismo de Constantino, o Grande" numa tapeçaria (1622-5). Constantino foi o primeiro imperador cristão e seu governo iniciou uma reviravolta nas relações entre o cristianismo e o império

Depois que os conflitos iniciais entre o Estado e a nova religião emergente, Galiano (r. 253–268) foi o primeiro imperador a emitir um édito de tolerância a todos os credos religiosos, incluindo o cristianismo. Segundo polemistas cristãos escrevendo depois de sua morte, Constantino I teria sido batizado em seu leito de morte, o que faria dele o primeiro imperador romano cristão. Eusébio, um historiador cristão contemporâneo, elogia-o além disso pela demolição de alguns templos pagãos. Seja como for, seus efeitos sobre a política oficial durante os imperadores cristãos até Valentiniano I e Valente foram suficientes para aumentar significativamente as conversões para o cristianismo, mas não para extinguir o paganismo. As perseguições de fato eram esporádicas e geralmente resultado de iniciativas locais, como foi o caso da destruição dos lugares santos da Gália por São Martinho de Tours no final do século IV.
Pelo Édito de Milão (313), Constantino continuou a política de tolerância que Galério estabeleceu. Suas leis contra a magia e as divinações privadas foram motivadas principalmente pelo medo de que outros pudessem alcançar o poder através delas. Ainda assim, isto não significava que este ou aquele imperador fosse contra a magia ou a divinação. Na verdade, a crença ainda existia de forma mitigada, como se pode comprovar pela lei que exigia a consulta de áugures depois que o Anfiteatro foi atingido por um raio em 320. Constantino explicitamente permitia as divinações públicas como prática do cerimonial de estado, confirmou os direitos dos flâmines, sacerdotes e dúunviros e também permitiu que as práticas religiosas pagãs continuassem.

## Início das perseguições ao paganismo

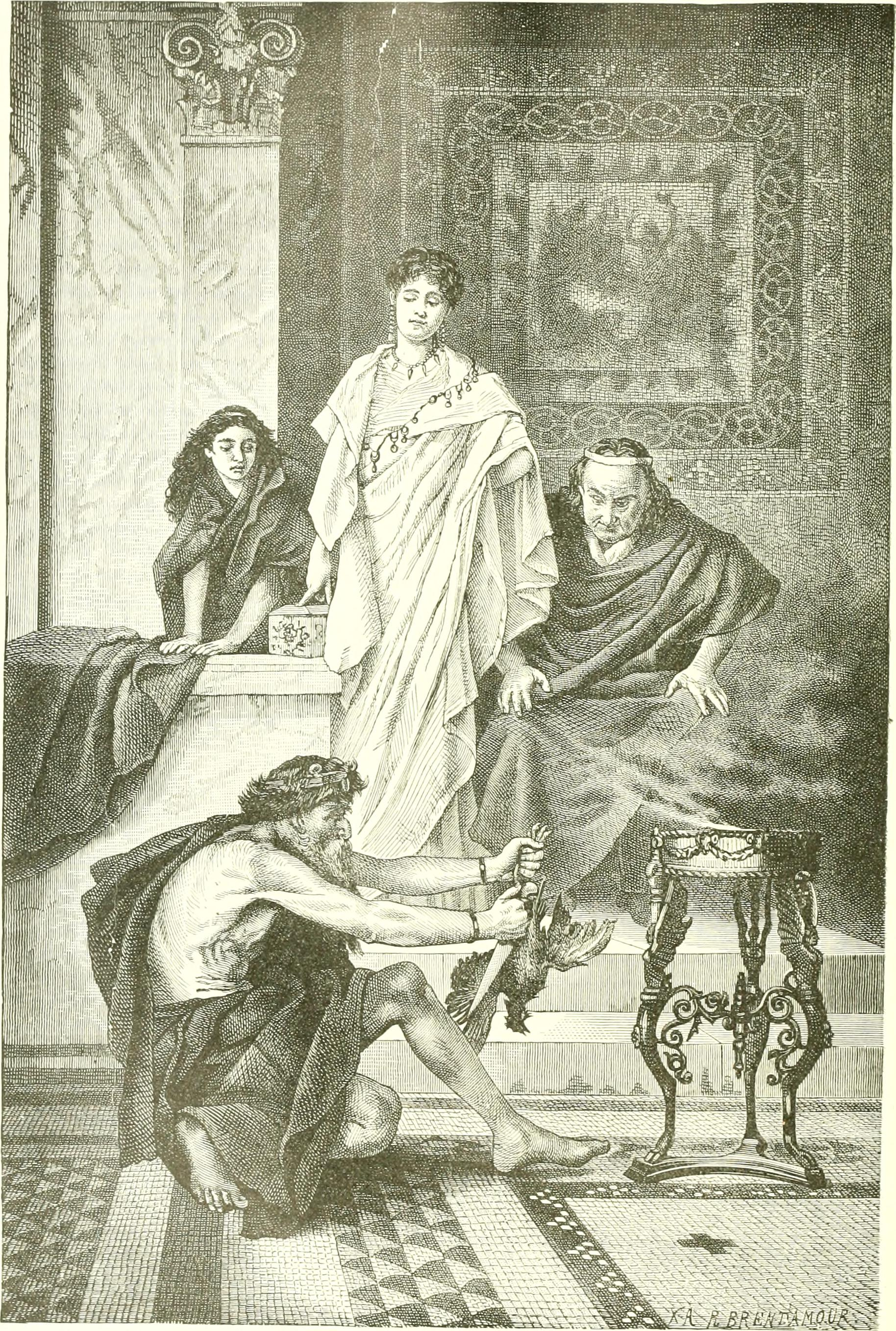
Um áugure realizando seu trabalho. Assim como os arúspices, os áugures tiveram seu trabalho cada vez mais dificultado pelas leis cada vez mais restritivas publicadas pelos imperadores romanos. O resultado foi o desaparecimento completo da atividade

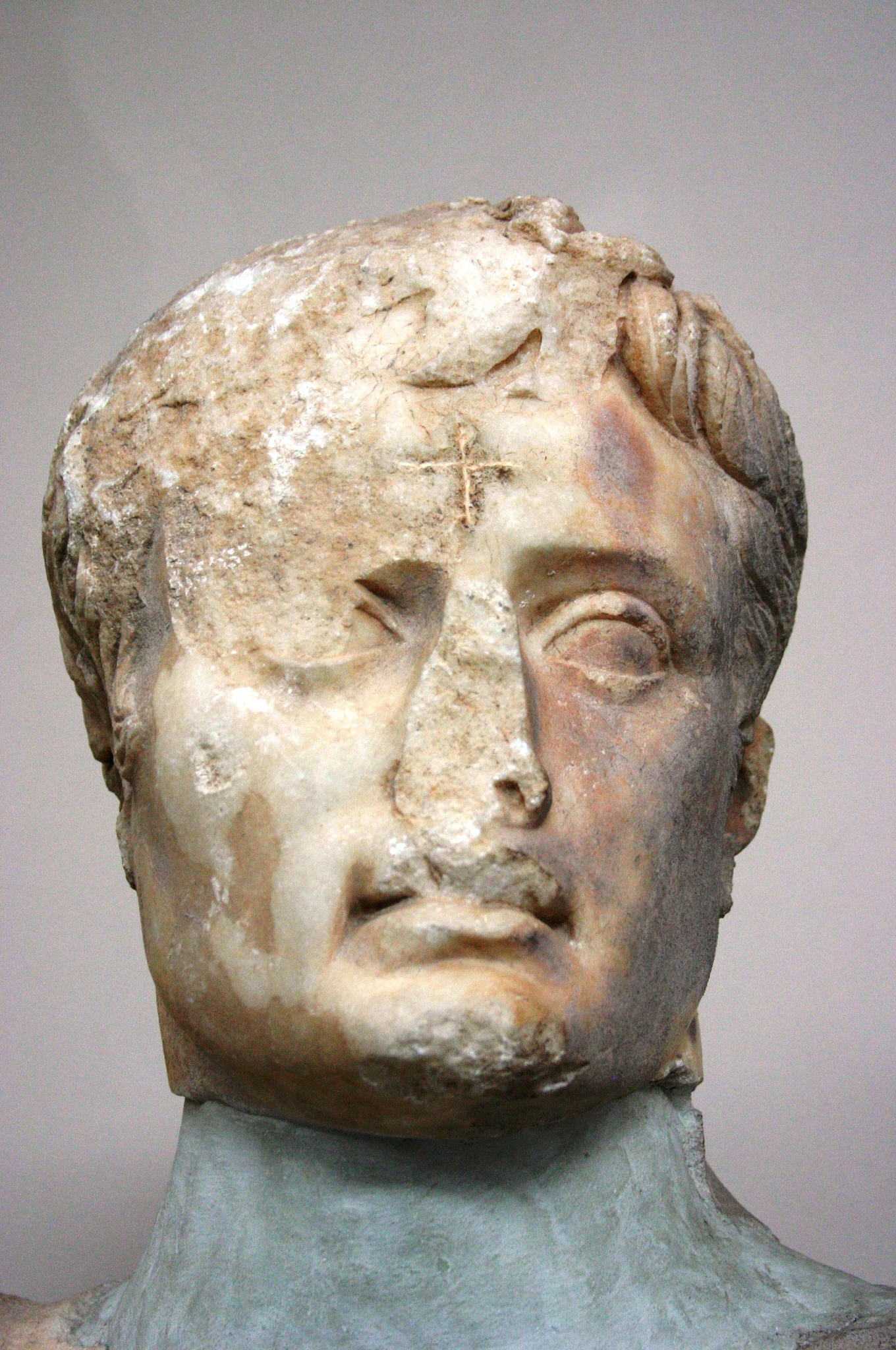
Busto de Augusto marcado com uma cruz na testa, um tipo de vandalismo comum durante o declínio das antigas religiões politeístas.
Busto no Museu Arqueológico de Éfeso, na Turquia.

Os atos de Constâncio II, que reinou entre 337 e 361, marcam o começo de uma era de perseguição formal contra o paganismo pelo Império Romano Cristão, especialmente pela publicação de leis e éditos que puniam as práticas pagãs.
A partir da década de 350, novas leis prescreveram a pena de morte para os que realizassem ou participassem de sacrifícios ou adorassem ídolos, templos foram fechados e o tradicional "Altar da Vitória" foi removido do Senado. Nesta época ocorreram frequentes episódios de cristãos comuns destruindo, pilhando, dessacrando ou vandalizando templos, túmulos e monumentos pagãos.
Os duros éditos imperiais tiveram que enfrentar o vasto número de seguidores do paganismo entre a população e a resistência passiva de governadores e magistrados. As leis antipaganismo, começando com Constâncio, iriam, no futuro, influenciar negativamente as leis da Idade Média e, de forma alterada, seriam as bases da Inquisição.

## Restauração e tolerância de Juliano até Valente (361–375)
Apenas durante o reinado de Juliano, o Apóstata, de 361 a 363, o paganismo ameaçou voltar. Entre 363 e 375, durante os reinados de Joviano, Valente e Valentiniano I, ele foi aceito com relativa tolerância.

### Juliano

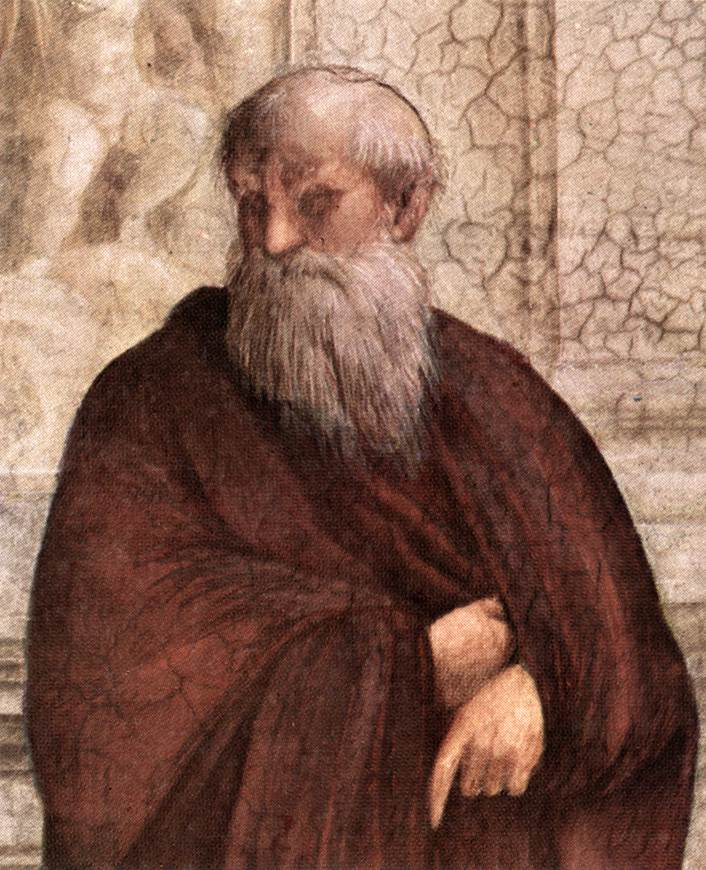
Plotino, num detalhe da Escola de Atenas, de Rafael. Um dos maiores expoentes do neoplatonismo, Plotino influenciou tanto Santo Agostinho e quanto o imperador Juliano, o Apóstata

Juliano era sobrinho de Constantino I e foi criado como cristão, mas os assassinatos de seu pai, irmão e dois tios depois da morte de Constantino foram atribuídos por ele a Constâncio II e, por associação, aos cristãos em geral. Esta antipatia só piorou quando Constâncio executou o último irmão remanescente de Juliano em 354. Depois da infância, Juliano foi educado por helenistas e foi atraído pelos ensinamentos dos neoplatonistas e pelas antigas religiões.
Suas crenças eram sincréticas e ele foi um iniciado de pelo menos três religiões de mistério. Mas esta abertura religiosa de Juliano não se estendia ao cristianismo em si, principalmente por sua reivindicação de deter uma perspectiva exclusiva sobre a verdade religiosa. Vendo a si mesma como a única religião verdadeira, o cristianismo era oposto a, e fundamentalmente incompatível com, formas sincréticas mais inclusivas do paganismo.
Como imperador, Juliano tentou mudar o rumo da história de perseguição às religiões não-cristãs. Como seu primeiro ato, ele procurou re-estabelecer a antiga prática romana de incorporação de outras religiões. Mas, desta vezes, ao invés de permitir que os diferentes cultos utilizassem nomes diferentes para divindades similares, a educação cristã e no governo do império o influenciaram a tentar criar uma única religião pagã. Daí suas ideias sobre o renascimento e organização da antiga religião, moldando-a num corpo coeso de doutrina, liturgia e ritual com uma hierarquia supervisionada pelo imperador, como marco de seu reinado. Juliano organizou elaborados rituais e tentou apresentar uma filosofia mais limpa do neoplatonismo que pudesse unir todos os pagãos.
Ele permitiu a liberdade religiosa e evitou qualquer forma de vício ou compulsão. O cristão Sozomeno reconhece que Juliano não tentou obrigar os cristãos a oferecerem sacrifícios e nem permitiu que o povo cometesse injustiças ou insultos contra os cristãos. Porém, nenhum cristão podia estudar ou ensinar os antigos autores clássicos: "Deixe-os com Mateus e Lucas", acabando assim com qualquer possibilidade de conseguirem uma carreira profissional.
Juliano também retirou os privilégios do clero cristão, concedidos por Constantino, e ordenou que eles restituíssem o estado. Os que haviam demolido templos durante os reinados de Constantino e Constâncio foram obrigados a reconstruí-los ou pagar pela obra. Apenas os pagãos podiam ensinar direito, retórica, filosofia ou praticar qualquer forma de liturgia religiosa sancionada pelo estado. Juliano exigia que todos os que haviam abandonado as antigas crenças se purificassem antes de poderem receber de volta o privilégio de participar dos cultos romanos novamente. Ele próprio era devoto das divinações e permitiu que seus súditos praticassem-na livremente. Em geral, os privilégios e imunidades dadas aos cristãos foram substituídos por similares concedidos aos filósofos e sacerdotes pagãos que apoiavam sua nova religião pagã neoplatônica.

### Joviano, Valentiniano e Valente
Depois da morte de Juliano, Joviano aparentemente reinstituiu uma política de tolerância religiosa que evitou os extremos de Constâncio e Juliano. Sob Valentiniano I e Valente, esta política se manteve. Os escritores pagãos elogiam ambos por suas políticas religiosas liberais.
Valentiniano, que reinou no ocidente, chegou a permitir sacrifícios noturnos, que haviam sido proibidos anteriormente por serem vistos como tentativas de ocultar as divinações proibidas sob o véu da noite, depois que o procônsul da Grécia lhe fez um apelo. Ele também confirmou o direito e os privilégios dos sacerdotes pagãos e confirmou-lhes o direito de serem os únicos administradores de seus templos. Valente, que reinou no oriente, era ariano e estava ocupado demais com sua batalha contra os cristãos ortodoxos para se importar demasiadamente com os pagãos. Tanto no ocidente quanto no oriente, novas leis foram passadas proibindo novamente as divinações privadas. Por conta do zelo exagerado da população em sua tentativa de acabar com as divinações perigosas, áugures e arúspices começaram a temer aparecer em público, o que levou os imperadores a autorizarem formalmente a prática da divinação oficial e legal numa lei de 371. Apesar da política oficial, as leis antipaganismo anteriores continuaram valendo e a destruição esporádica de lugares sagrados pagãos ainda era tolerada.

## Novas perseguições sob Graciano

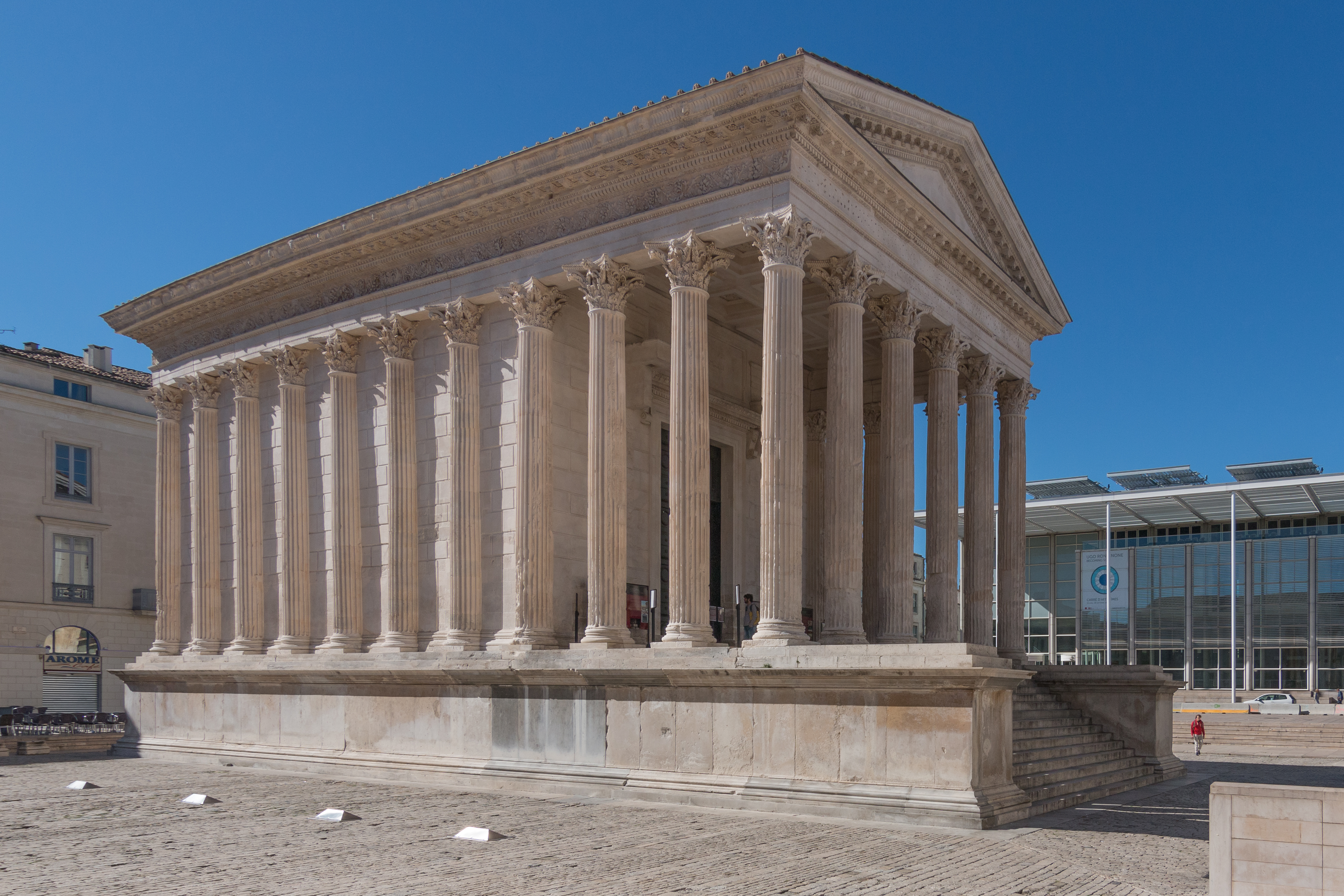
No período de Graciano, templos, como a Maison Carrée, em Nimes, na França, foram confiscados pelo governo. Os mais afortunados, como este, foram preservados para uso cristão, mas muitos foram destruídos

Com a morte de seu pai, Valentiniano I, em 375, Graciano começou a reinar de fato aos dezesseis. Seis dias depois da morte de Valentiniano, o meio-irmão de Graciano, Valentiniano II, que tinha apenas quatro anos, também foi declarado imperador. Depois da morte de Valente, na Batalha de Adrianópolis, Graciano escolheu Teodósio para suceder o tio. Graciano havia sido educado por Ausônio, que elogiou o pupilo por sua tolerância, mas, com a morte do pai, o imperador caiu sob a influência de Ambrósio, que tornou-se seu principal conselheiro. Por influência dele, passos decisivos para a supressão definitiva do paganismo foram tomados.
Esta influência de Ambrósio foi a força mais importante que acabou por encerrar um período de ampla, ainda que não oficial, tolerância religiosa que existia desde a morte de Juliano. Graciano desferiu severos golpes contra o paganismo em 382, quando se apropriou da renda dos sacerdotes pagãos e das virgens vestais, confiscou as propriedades privadas dos colégios sacerdotais pagãos (que perderam ainda seus privilégios e imunidades) e ordenou novamente a remoção do Altar da Vitória do Senado. Graciano declarou ainda que todos os templos e santuários pagãos deveriam ser confiscados pelos governo e suas rendas, incorporadas ao tesouro imperial.
Senadores pagãos responderam apelando a Graciano, lembrando que ele ainda era o pontífice máximo e que seu dever era garantir que os ritos pagãos eram adequadamente realizados. Eles pediram que Graciano restaurasse o Altar da Vitória e os direitos e privilégios das virgens vestais e dos colégios. O imperador, instado por Ambrósio, não concedeu-lhes audiência e renunciou ao cargo de pontífice máximo, declarando que era inadequado que um cristão detivesse a função.

## Teodósio

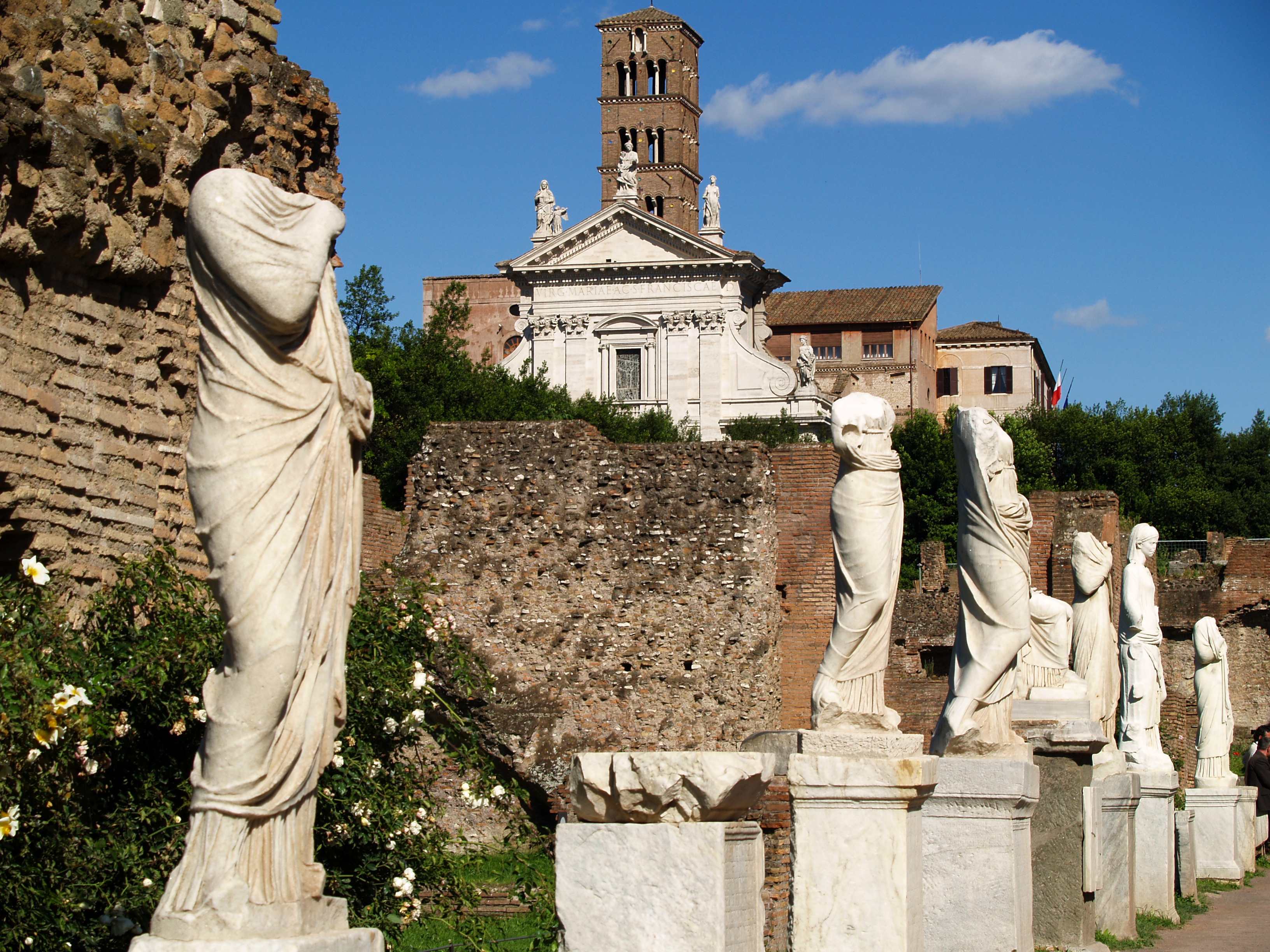
Casa das Virgens Vestais, no Fórum Romano, atrás do Templo de Vesta. Teodósio I não somente desmontou toda a organização por trás desta antiquíssima tradição como também mandou extinguir o famoso "fogo sagrado de Vesta", de cuja manutenção as vestais eram responsáveis

A perseguição ao paganismo pelo imperador Teodósio I começou em 381, depois de apenas dois anos de seu reinado no Império Romano do Ocidente. Na década de 380, ele reiterou a proibição de Constâncio aos sacrifícios, proibiu o aruspício sob pena de morte, iniciou a criminalização e punição dos magistrados que não aplicassem as leis antipaganismo, dissolveu associações pagãs e demoliu templos.
Entre 389 e 391, publicou os infames "Decretos Teodosiano", que estabeleceram, na prática, a proibição do paganismo: visitas aos templos foram proibidas, os feriados pagãos remanescentes foram abolidos, o fogo eterno do Templo de Vesta, no Fórum Romano, foi apagado, as virgens vestais foram extintas e auspícios e bruxarias passaram a ser punidos. Teodósio recusou o pedido de senadores pagãos para recolocar o Altar da Vitória no Senado.
Em 392, Teodósio tornou-se imperador do império inteiro (o último) e, deste momento até o final de seu reinado, em 395, ignorou os pedidos dos pagãos por tolerância e autorizou ou participou pessoalmente na destruição de muitos templos, lugares santos, imagens e objetos de veneração por todo o império, além de participar em ações cristãs contra os grandes santuários pagãos. Ele emitiu uma ampla legislação proibindo rituais pagãos até mesmo nas residências privadas e particularmente opressiva contra os maniqueístas. Agora o paganismo é que estava proscrito, uma religio illicita. É provável que tenha sido por iniciativa sua a supressão final dos Jogos Olímpicos Antigos, cujo último registro é de 393.

## Renascimento politeísta
Com a morte de Teodósio I, em 395, iniciou-se uma crise política que os bárbaros rapidamente souberam se aproveitar, invadindo o Império Romano numa escala sem precedentes. Como as tribos germânicas que se infiltravam, colonizavam ou invadiam o império eram arianas, muitos cristãos ortodoxos passaram a ter dúvidas sobre sua verdadeira fé. Alguns, de forma supersticiosa ou patriótica, acreditaram que as invasões eram o resultado do abandono das crenças antigas. Outros, que o sucesso dos germânicos se devia à corrupção da igreja ortodoxa. Os pagãos, por sua vez, retomaram a agressividade e passaram a culpar os cristãos pelos desastres que afligiam o império.
Apesar dos apelos de muitos pagãos por tolerância, Honório e Arcádio continuaram o trabalho do pai passando ainda mais leis antipaganismo numa tentativa de acabar com este renascimento na raiz. O simples fato de eles terem sido obrigados a repetir as ameaças passando numerosas leis contra as práticas pagãs já indica que seus esforços não tiveram sucesso e o paganismo continuou a existir de forma discreta.
No ocidente, na primeira parte do reinado de Honório, Estilicão conseguiu assumir um poder quase sem limites no ocidente e, numa política mais moderada, passou algumas leis mais favoráveis aos pagãos, livrando-os temporariamente da perseguição. Por causa dos constantes distúrbios provocados pelos cristãos em suas tentativas de destruir os templos, a primeira destas leis protegeu-os da destruição, obrigando que fosse primeiro solicitada uma permissão para a demolição. A segunda lei reconheceu o direito do povo de participar em banquetes tradicionais, espetáculos, encontros e festividades associadas às antigas religiões pagãos, apesar de ainda manter a proibição de se realizar qualquer rito ou sacrifício pagão. A terceira proibia a destruição de templos que haviam sido limpos de quaisquer itens proibidos e ordenou, ao invés disso, que eles fossem mantidos em bom estado de conservação. Depois da morte de Estilicão, Honório e seu grupo recuperaram o poder e novas leis duras contra o paganismo foram passadas. Em 408, Honório declarou que todas as estátuas e altares nos templos deveriam ser removidos e que os edifícios e suas rendas deveriam ser confiscados pelo estado. Esta lei também proibiu a realização de quaisquer banquetes ou celebrações nas vizinhanças dos templos. Para piorar, a execução destas leis foi deixada a cargo dos bispos locais. Finalmente, duas outras leis decretaram que os edifícios pertencentes a pagãos e hereges conhecidos deveriam ser confiscados pelas igrejas.
No oriente, em 395, Arcádio declarou que os dias solenes dos pagãos não deveriam mais ser incluídos entre os feriados e, no mesmo ano, novas leis proibiram qualquer um de ir a um santuário ou templo pagão ou de celebrar qualquer rito pagão. É possível que estas leis tivessem como alvo cristãos que estavam se convertendo de volta ao paganismo, pois ela menciona especificamente "aqueles que estão tentando se desviar do dogma da fé católica". Em 396, o imperador ordenou que os templos pagãos localizados nas zonas rurais fossem demolidos sem revoltas ou desordem, o que indica que o número de pagãos nas zonas rurais ainda era muito grande para permitir que os cristãos destruíssem abertamente os templos ali. Como resultado, os cristãos tiveram que se contentar em destruir os templos pagãos nas zonas urbanas, onde eram maioria. O grande número de pagãos no oriente também acabou forçando Arcádio a permitir a realização de alguns antigos festivais e jogos públicos.
Arcádio morreu em 408 e seu filho de sete anos, Teodósio, foi proclamado imperador no oriente. No mesmo ano, Honório passou uma lei que proibiu qualquer um que não fosse católico de realizar um serviço imperial no palácio. Zósimo relata que ele depois foi forçado a repelir esta lei quando um de seus melhores oficiais, que era pagão, renunciou em protesto. No começo de 409, Honório publicou outra lei que punia juízes e oficiais que não aplicassem as leis contra os pagãos, uma lei que chegou a punir pessoas de alta classe social simplesmente por se manterem em silêncio a respeito de rituais pagãos realizados em sua cidade ou distrito. As esperanças dos pagãos foram reavivadas com a elevação de Prisco Átalo neste mesmo ano. Porém, Alarico I, um cristão ariano, logo se cansou de seu títere, e Átalo foi deposto no verão de 410, quando Honório prometeu negociar um tratado de paz. Quando estas negociações ruíram, Alarico tomou e saqueou a cidade. Esta catástrofe chocou todo o mundo romano. Cristãos e pagãos rapidamente passaram a culpar uns aos outros por algo que se considerava impossível de acontecer. Foi neste cenário que Honório retomou sua legislação antipaganismo.

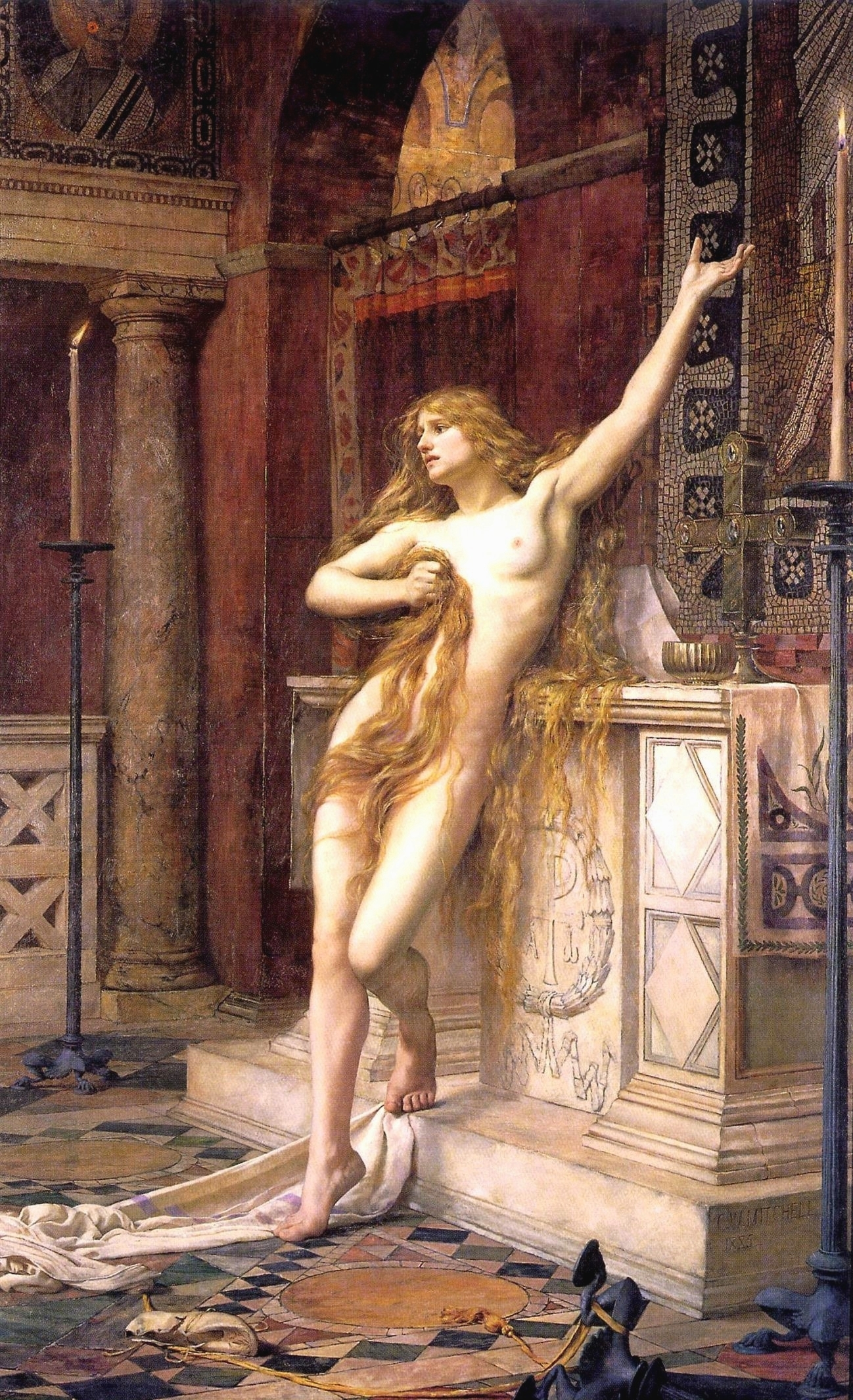
"Hipátia antes de ser morta na igreja", por Charles William Mitchell, 1885

Há diversos fragmentos sobreviventes de obras históricas pagãs, como as de Eunápio e Olimpiodoro, que indicam que os pagãos passaram então a declarar publicamente seu ressentimento através da literatura. Mesmo depois do saque de Roma, os pagãos acreditavam que o recente declínio de Roma era causado pelo negligenciamento das antigas tradições ancestrais.
Em 415, Honório publicou mais uma lei que confiscava templos pagãos por todo o império e ordenou que todos os objetos pagãos fossem removidos de lugares públicos. Um exemplo infame do clima antipaganismo da época foi o caso da filósofa Hipácia, linchada em 415 por uma multidão em Alexandria. No anos seguinte, Honório e Teodósio II ordenaram que pagãos não deveriam mais ser admitidos no governo imperial e nem deveriam receber os cargos de administrador ou juiz. Em 423, Teodósio II reiterou as leis anteriores e declarou que todos os pagãos flagrados realizados rituais antigos teriam todos os bens confiscados e seria exilados. Em agosto do mesmo ano, Honório morreu e o poder foi tomado por João, que era até então primicério (primicerius notariorum). Aparentemente, sua ascensão levou a um período de tolerância, pois ele tentou limitar o poder do clero e os privilégios da igreja numa tentativa de tratar todos de forma equânime. Em paralelo, Teodósio publicou uma lei que exigia que cristãos perturbassem pagãos vivendo pacificamente, desde que eles não estivessem contrariando a lei. Dois anos depois, ele seguiu com uma expedição militar ao ocidente para depor João, que foi capturado e executado, e estabelecer Valentiniano III como imperador no ocidente. Ainda no ocidente, mais leis foram publicadas em 425. A primeira estipulava que todas as superstições pagãs deveria ser extirpadas e a segunda impedia os pagãos de tratarem nas cortes seus pleitos e os impedia de servirem como soldados.

## Declínio final

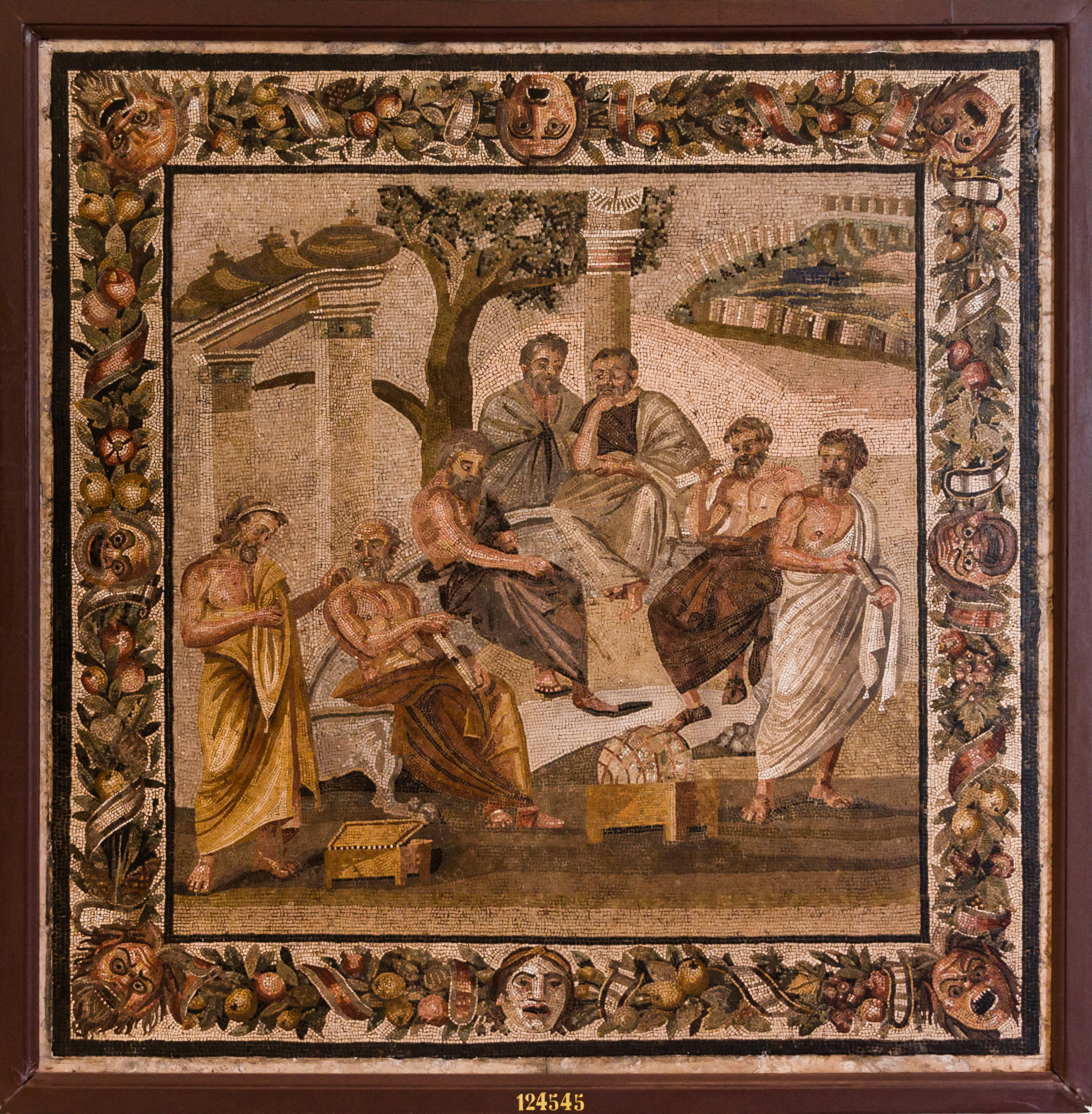
Academia de Platão, em Atenas. Um dos últimos bastiões da cultura pagã, foi fechada em 529 por Justiniano I.
Mosaico em Pompeia, atualmente no Museu Arqueológico Nacional de Nápoles, na Itália.

A vitalidade contínua do paganismo levou Marciano, que tornou-se imperador no oriente em 450 depois da morte de Teodósio II, a repetir todas as proibições anteriores aos ritos pagãos. A partir de 451, todos os que continuassem a realizar ritos pagãos teriam suas propriedades confiscadas e seriam condenados à morte. Marciano também proibiu qualquer tentativa de reabrir templos e, além disto, para encorajar a estrita aplicação da lei, uma multa de 25 quilos de ouro passou a ser imposta a qualquer juiz ou governador, assim como seus oficiais subalternos, que não fizessem valer esta lei. Porém, nem mesmo assim o paganismo foi extinto, pois, Leão I, o Trácio, que sucedeu a Marciano em 457, foi obrigado a publicar uma lei, em 472, impondo duras penas a qualquer proprietário que permitisse a realização de rituais pagãos em suas propriedades. Se fosse de alto escalão, seria punido com a perda de cargos e status além do confisco da propriedade. Caso contrário, seria punido fisicamente e condenado a trabalhar nas minas pelo resto da vida.
Duas outras leis contra o paganismo, que pode ser deste período, estão preservadas no Código Justiniano (1.11.9, 1.11.10), mas elas não mencionam os imperadores responsáveis. Depois da deposição de Ávito, que governou no ocidente entre 455 e 456, aparentemente houve uma conspiração entre os nobres romanos para colocar o general pagão Marcelino no trono para restaurar o paganismo, mas o plano não deu certo.
Em 457, Leão I tornou-se o primeiro imperador a ser coroado pelo patriarca de Constantinopla. Antêmio (r. 467–472), um dos últimos imperadores romanos do ocidente, aparentemente também planejou um renascimento pagão na cidade de Roma. Ele era descendente de Procópio, um parente de Juliano. Ele deu a Méssio Febo Severo, um filósofo pagão que era seu amigo próximo, os importantes cargos de prefeito de Roma, cônsul e patrício. Além disso, ele colocou uma imagem de Hércules matando o leão de Nemeia em suas moedas. O assassinato de Antêmio por Ricimero destruiu as esperanças dos pagãos que acreditavam que os rituais tradicionais pudessem ser restaurados. Logo depois, em 476, o imperador do ocidente Rômulo Augusto foi deposto por Odoacro, que tornou-se o primeiro rei bárbaro da Itália. Apesar deste desastre, os pagãos fizeram uma última tentativa de reviver seus ritos. Em 484, o mestre dos soldados do Oriente Ilo se revoltou contra o imperador bizantino Zenão e proclamou seu próprio candidato, Leôncio, ao trono. Ele pretendia reabrir os templos e restaurar as antigas cerimônias, o que atraiu os pagãos remanescentes para sua causa. Porém, os dois foram obrigados a fugir para uma remota fortaleza na Isáuria, onde Zenão os cercou por quatro anos. Finalmente capturados em 488, foram imediatamente executados.
Como resultado desta revolta, Zenão instituiu uma dura perseguição contra os intelectuais pagãos. Muitos se desiludiram e se converteram ao cristianismo (ou simplesmente fingiram) para evitar a perseguição. Finalmente, em 491, o imperador Anastácio foi obrigado a assinar um termo de ortodoxia religiosa antes de assumir o trono.
Depois disso, Justiniano, em 527, publicou uma nova lei (Código Justiniano 1.5.12), que proibia os pagãos de assumirem cargos oficiais e confiscava-lhes as propriedades, o que demonstra que ainda existiam pagãos na época. Dois anos depois, ele mandou fechar a Academia de Atenas. Alguns antigos membros teriam fugido para Ctesifonte, a capital do Império Sassânida a convite de Cosroes I. Historiadores modernos, como Blumental e A. Cameron defendem que ela teria continuado a existir por mais cinco ou seis décadas depois de 529.
Em 651, Harrã foi conquistada pelos árabes. Os sabianos, descendentes da tradição helenística por conta de seu hermetismo (Corpus Hermeticus), foram considerados um dos "povos do livro" pelos muçulmanos e sobreviveram. "A Agricultura Nabateia" seria, segundo Maimonides, um registro fiel das crenças sabianas da região. Em 804, os maniotas da Lacônia, na Grécia, resistiram às tentativas do patriarca Tarásio de Constantinopla de convertê-los ao cristianismo.